# Крижанівський Микола Миколайович
Крижані́вський Мико́ла Мико́лайович (нар. 27 липня 1952 с. Сліди (Могилів-Подільський район), Вінницька область — Борець за незалежність України у XX сторіччі, один із фундаторів Народного Руху за Перебудову,  український скульптор і письменник. Заслужений учитель України. Член Національної спілки журналістів України (1991), Національної спілки письменників України (2017).

## Життєпис
Народився 27 липня 1952 року у с. Сліди Могилів-Подільського району на Вінниччині. Закінчив Вінницький педагогічний інститут (1974). Працював директором спеціалізованої школи у рідному селі з розвитку творчих здібностей дітей (1983—1999), один із фундаторів Народного Руху за Перебудову, був редактором часопису «Слово Придністров'я» (1999—2009), потім — на творчій роботі.
Проживає у Слідах.

## Творчість
Скульптури навчався приватно у Вінниці в Ю. Рожньова у 1970-ті роки. Працює у станковій, монументальній та парковій скульптурі. Створив понад 50 монументальних скульптур та більше сотні робіт у камені. Творчість переважно присвячена історії України. Учасник мистецьких виставок і пленерів від 1974 р. З його ініціативи у рідному селі проведено міжнародний симпозіум «Мальована хата» (2012). Основні роботи — монументальні скульптури Тарасу Шевченку, Данилу Нечаю, Дмитру Чечелю, Олександру Пушкіну, Остапу Бендеру, українській витинанці, українській пісні та ін.

Пише прозу, поезію, публіцистику, краєзнавчі розвідки. Автор книг:
- По козацький скарб: метологічна праця (Вінниця, 2002);
- Битим шляхом правда ходить: публіцистика (Могилів-Подільський, 2007);
- Поезії (Могилів-Подільський, 2007);
- Черепки: оповідання про історію подільського села від подвоєної доби до сьогодення (Вінниця, 2013);
- Третя куля, Або Остап Гоголь полковник Могилівський (Вінниця, 2016).

3 березня 2017 року був прийнятий до НСПУ.

Займається громадською діяльністю. Є головним отаманом обласного товариства Українського Реєстрового Козацтва.

## Відзнаки та нагороди
- Літературна премія імені Михайла Стельмаха журналу «Вінницький край» (2012);
- Медаль «Золоте перо української журналістики»;
- Літературно-мистецька премія «Кришталева вишня» (2016);[4]
- Премія імені Леоніда Гавриша (2020);[5]
- Всеукраїнська літературно-мистецька премія імені Євгена Гуцала (2020);[6]
- Літературно-мистецька премія імені Володимира Забаштанського (2024).